# Sofosbuvir/velpatasvir/voxilaprevir
Sofosbuvir/velpatasvir/voxilaprevir (tên thương mại Vosevi) là một loại thuốc kết hợp để điều trị viêm gan C. Nó kết hợp ba loại thuốc mà mỗi loại hoạt động theo một cơ chế hoạt động khác nhau chống lại virus viêm gan C: sofosbuvir, velpatasvir và voxilaprevir.
Vosevi đã được phê duyệt bởi Cục quản lý thực phẩm và dược phẩm vào tháng 7 năm 2017  và nhận được ý kiến tích cực từ Ủy ban châu Âu về các sản phẩm thuốc cho con người sử dụng vào tháng 6 năm 2017. Vosevi được bán bởi Gilead Science.